# Deutsche Glaubensbewegung
Die Deutsche Glaubensbewegung war in der Zeit des Nationalsozialismus von 1933 bis 1945 eine religiöse, von völkischem Gedankengut geprägte Bewegung, welche das Christentum ablehnte und durch einen „arisch-nordischen“ Glauben ersetzen wollte.

## Religiös-ideologische Herkunft
Die 1933 gegründete Deutschgläubige Bewegung leitete ihre religiösen Überlegungen aus der Vorstellung ab, dass Religion „arteigen“ sein müsse, das heißt an ein bestimmtes Volk gebunden sein soll. Den Anspruch, eine „arteigene Frömmigkeit“ auszudrücken, erhob etwa die Ariosophie. Der Begriff Ariosophie, abgeleitet von „Arier“ und „Weisheit“, soll „Weisheit der Arier“ bedeuten. Für die Deutsche Glaubensbewegung bedeutete dies, dass eine „arteigene Frömmigkeit“ an ein bestimmtes Volk oder eine Rasse gebunden sei. Dabei wurde „arisch“ mit „germanisch“ gleichgesetzt.
Sie umfasste als Sammlungsbewegung zahlreiche neopagane und freireligiöse Gruppen und bemühte sich um einen den Kirchen vergleichbaren Körperschaftsstatus. Laut einer Veröffentlichung aus der frühen NS-Zeit beteiligten sich an der neuen Gruppierung auch zahlreiche (ehemals kommunistische) Freidenker. Herman Wirth gehörte zu denen, die das Christentum im völkischen Sinne umzudeuten versuchten und einen nordischen Ursprung des ursprünglichen Monotheismus propagierten.

## Geschichte
Am 29. und 30. Juli 1933 führte Jakob Wilhelm Hauer in Eisenach die wichtigsten freireligiösen, freiprotestantischen, religiös-völkischen und deutschgläubigen Gruppen zusammen. Die verschiedenen Religionsgruppen waren einem gemeinsamen Aufruf „an die Männer einer germanisch-deutschen Glaubensbewegung“ gefolgt, der unter anderem von Hauer, Ernst Bergmann und Arthur Drews sowie bekannten Vertretern des völkischen Lagers wie Ludwig Fahrenkrog, Bernhard Kummer, Gustav Neckel, Herman Wirth, Theodor Fritsch, Ernst zu Reventlow, Wilhelm Schwaner und Georg Stammler unterschrieben worden war.
Bei der Eisenacher Tagung wurde die Arbeitsgemeinschaft der Deutschen Glaubensbewegung (ADG) gegründet, zu der sich die wichtigsten deutschgläubigen Gruppen zusammenschlossen: Die Germanische Glaubensgemeinschaft, die Volkschaft der Nordungen, die Nordische Glaubensgemeinschaft, der Rig-Kreis, die Adler und Falken, die Deutschgläubige Gemeinschaft, die Nordisch-religiöse Arbeitsgemeinschaft sowie Mitglieder des Freundeskreises der Kommenden Gemeinde. An der Spitze dieser Arbeitsgemeinschaft standen Hauer und ein Führerrat. Auch der Bund freireligiöser Gemeinden sollte sich in die ADG integrieren. Die offiziellen freireligiösen Vertreter traten während der Eisenacher Tagung der ADG zwar bei, machten aber diesen Eintritt nach einer Ratsversammlung umgehend rückgängig. So hieß es zur Mitgliedschaft der Freireligiösen im Rundschreiben der ADG Nr. 1 vom 1. August 1933 nach der Eisenacher Tagung: „Der Beitritt der Freireligiösen wurde als noch nicht erfolgt angegeben“. Werden die Freireligiösen zur Mitgliedschaft der Deutschen Glaubensbewegung gerechnet, stammten schätzungsweisen sechs Siebtel (zwischen 60.000 und 90.000) von den Freireligiösen und nicht aus völkischen Kreisen.
Zu den Mitgliedern des Führerrats gehörten neben Hauer der Philosoph Ernst Bergmann (1881–1945), der Rassenideologe Hans F. K. Günther, der Schriftsteller Ernst zu Reventlow (Amt Rosenberg), der Religionswissenschaftler  Hermann Mandel, der Historiker Herman Wirth sowie Ludwig Fahrenkrog und Lothar Stengel-von Rutkowski (Adler und Falken), der Religionswissenschaftler Otto Huth für den Arbeitskreis für biozentrische Forschung, zeitweise Johann von Leers und Matthes Ziegler (Amt Rosenberg) von derselben Gruppe.
Im Mai 1935 lösten sich die meisten bisherigen Gruppierungen zugunsten einer Umwandlung in die einheitliche Deutsche Glaubensbewegung (DG) auf. Der Führerrat wurde aufgelöst, Jakob Wilhelm Hauer zum ersten Vorsitzenden und Ernst zu Reventlow als Stellvertreter gewählt. Die Mitglieder durften als offizielle Bezeichnung „deutschgläubig“ in den Personenstandsunterlagen angeben. Innerhalb der DG gab es jedoch große Spannungen zwischen den völkischen Bünden (z. B. dem Köngener Bund) und liberaleren Bünden (z. B. den Freireligiösen). Gegenstand von Konflikten war u. a. die Diskussion, wie stark sich die DG an vermuteten germanischen religiösen Vorbildern oder an der Moderne orientieren solle und wie direkt die christlichen Kirchen herauszufordern seien.
Die Deutsche Glaubensbewegung verfolgte das Ziel, eine offizielle nichtchristliche Glaubensgemeinschaft und mit den Kirchen gleichberechtigt zu sein. Mitglied durfte nur werden, wer nicht Mitglied einer anderen Religionsgemeinschaft war. Solange die entsprechende Austrittsbescheinigung nicht vorlag, gab es nur die Möglichkeit der Fördermitgliedschaft.
Am 26. April 1935 hielt die Deutsche Glaubensbewegung eine Veranstaltung im Berliner Sportpalast ab. Sie hatte laut Fritz Gericke, Leiter der Landesgemeinde Berlin und Mitorganisator, 18.000 Teilnehmer; einer der Hauptredner war Hauer.
Am Rande der Kundgebung kam es zu handgreiflichen Auseinandersetzungen mit Gruppen von anwesenden Christen, in deren Verlauf u. a. der spätere Pfarrer Siegbert Stehmann verletzt wurde. 
Nach der Veranstaltung verstärkten sich die Spannungen zwischen der Führung der DG um Hauer und Gericke einerseits und deren nationalsozialistischen Teilen andererseits. Hauers Vertrauter, Fritz Gericke, trat im Juli 1935 zurück, Hauer im März 1936 und kurz darauf aus der DG aus. Auch Reventlow erklärte seinen Rücktritt. Der Führungswechsel in der DG war nach Ulrich Nanko (1993) Ergebnis von Bestrebungen nationalsozialistischer Mitglieder, der DG ihren Willen „mit allen Mitteln aufzudrücken“. Eine aktive Gruppe von Nationalsozialisten habe die DG zum verlängerten Arm der SS im Kampf gegen die christlichen Kirchen machen wollen. Entweder Heinrich Himmler und Reinhard Heydrich oder nachgeordnete Stellen von SS und SD hätten hinter den Rücktrittsforderungen gegen Hauer und Gericke gestanden. NS-nahe Kritiker warfen Gericke und Hauer u. a. vor, die Konfrontation mit den christlichen Kirchen im „adligen Ton“ zu führen. Es sei jedoch eine härtere Form der Konfrontation gegen den „Hauptfeind“ in Rom erforderlich. Die DG habe in dieser Frage „Vortrupp“ der NSDAP zu sein. Gericke und Hauer hätten diese Anforderung nicht erfüllt.
Nach dem Ausscheiden von Hauer und Reventlow geriet die Bewegung ganz unter die Kontrolle der SS und trat, so Nanko, in eine nationalsozialistische Phase ein. Ein geeigneter neuer „Führer“ fand sich nicht. Schließlich wurde im Sommer 1936 der vormalige NSDAP-Reichstagsabgeordnete Walter von Lingelsheim neuer „Führer“, der Schriftsteller Wilhelm Schloz sein Stellvertreter.
Gleichzeitig gründeten Herbert Grabert und Hans Kurth eine neue, aber kurzlebige Deutschgläubige Bewegung. Hauer gründete den Freundeskreis Kameradschaft arttreuen Glaubens und enthielt sich politischer und antichristlicher Meinungsäußerungen. Im Februar 1937 führte Hauer die Zeitschrift Deutscher Glaube weiter, richtete sich auf eine arische Weltanschauung ein und gab deren bisherige antiklerikale Ausrichtung auf. 
Im Februar 1937 wurde der Rechtsanwalt Bernhard Wiedenhöft „Führer“ der DG, die sich am 6. Mai 1938 auf Druck von NS-Stellen, die sich am Begriff Bewegung störten, umbenannte in Kampfring Deutscher Glaube. Hauer lehnte im November 1938 die ihm erneut angetragene Führung ab. Im November 1938 spaltete sich der Reichsring der gottgläubigen Deutschen vom Kampfring ab.
Bereits 1936 kommt der promovierte Philosoph und Theologe Hans Pfeil zum Schluss, dass der „Deutsche Glaube von Voraussetzungen ausgeht und auf Voraussetzungen aufbaut, die er nicht beweist, die sich selbst widersprechen und die objektiv falsch sind“.
Die Weltanschauung der Deutschen Glaubensbewegung beschreibt Stefan Breuer als para- und antichristlich, diesseitsreligiös, nichttheistisch und heroisch-ethisch.

## Zeitschriften
Als Mitteilungsblatt für Mitglieder und Propagandaorgan diente bis 1944 die Zeitschrift Deutscher Glaube, die den Untertitel Zeitschrift für arteigene Lebensgestaltung, Weltschau und Frömmigkeit hatte. Die Auflage Ende 1936 betrug 4000. Ab 1936 erschien sie unter dem neuen Untertitel Zeitschrift für arteigene Lebensgestaltung.
Neben dem Deutschen Glauben wurde 1934 die Zeitschrift Durchbruch – Kampfblatt für deutschen Glauben, Rasse und Volkstum gegründet, 1937 aber wieder eingestellt. Der Durchbruch war für ein Publikum bestimmt, das einfachere Gedankengänge gewohnt war, war stets aggressiv und polemisch sowie besonders deutlich antiklerikal. Die von Ernst zu Reventlow seit 1920 herausgegebene Zeitschrift Reichswart. Wochenschrift für nationale Unabhängigkeit und deutschen Sozialismus erhielt 1935/36 den Untertitel Nationalsozialistische Wochenschrift. Organ der Deutschen Glaubensbewegung.